# 3-デヒドロスフィンガニンレダクターゼ
3-デヒドロスフィンガニンレダクターゼ（3-dehydrosphinganine reductase）は、スフィンゴ脂質代謝酵素の一つで、次の化学反応を触媒する酸化還元酵素である。
スフィンガニン + NADP+ {\displaystyle \rightleftharpoons } 3-デヒドロスフィンガニン + NADPH + H+
反応式の通り、この酵素の基質はスフィンガニンとNADP+、生成物は3-デヒドロスフィンガニンとNADPHとH+である。
組織名はD-erythro-dihydrosphingosine:NADP+ 3-oxidoreductaseで、別名にD-3-dehydrosphinganine reductase, D-3-oxosphinganine reductase, DSR, 3-oxosphinganine reductase, 3-oxosphinganine:NADPH oxidoreductase, D-3-oxosphinganine:B-NADPH oxidoreductaseがある。